# Weidedruck
Weidedruck bezeichnet die Belastung von Flächen, insbesondere von Graslandpopulationen, durch Tierbestände. 

## Begriff
- Am häufigsten wird der Begriff in der Landwirtschaft benutzt. Dort ist er ein Maßstab für die Intensität der Beweidung und kann durch das Verhältnis der Futtermasse, die die Beweidungsfläche liefert, zum Futterbedarf des darauf weidenden Viehbestands, bestimmt werden. In Gebieten, die schon lange beweidet werden, bewirkt der Weidedruck einen Anstieg der Artenvielfalt der Weide.[1]
- In anderen Bereichen wird der Weidedruck mit Wild in Verbindung gesetzt (Äsungsdruck) oder anderen pflanzenfressenden Wildtieren zugeordnet.
- Weidedruck kann positiv und negativ für das Ökosystem sein. So sind nach Untersuchungen bei der pastoralen Viehhaltung das regelmäßige Abweiden, der Viehtritt und der Dung wichtige Aspekte der Dynamik von natürlichen Offenlandschaften, denn sie fördern das Wachstum und die Widerstandskraft der Pflanzen.[2][3][4]
- In einer weitgefassten Auslegung des Begriffs kann auch für Fleischfresser ein Weidedruck bestimmt werden, da der Weidedruck sich nicht immer nur auf die gefressenen Pflanzen, sondern teilweise auch auf die Zerstörung des Bodens durch Trittbelastung und Ähnliches bezieht.